# دیر الزهرانی
دیر الزهرانی (به عربی: دیر الزهرانی) یک منطقهٔ مسکونی در لبنان است که در شهرستان نبطیه واقع شده‌است. دیر الزهرانی ۴۰۰ متر بالاتر از سطح دریا واقع شده‌است.